# Миодраг Лазић (хирург)
Миодраг Лазић (Београд, 31. мај 1955 — Ниш, 14. април 2020) био је српски примаријус, хирург и књижевник. Био је годину дана ратни хирург добровољац у Републици Српској Крајини (јун 1991 — јул 1992) и Републици Српској (сеп. 1992 — феб. 1996), за шта га је Патријарх српски Павле одликовао орденом Светог Саве. У овом периоду је написао аутобиографско дјело Дневник ратног хирурга (Книн 1991 — Српско Сарајево 1995).

## Биографија
Рођен је 1955. у Земуну гдје је завршио основну школу. Његов отац Драгић Лазић, који је био официр ЈНА, добија прекоманду за Ниш. Породица његовог оца је пореклом из села Придјел Доњи. У Нишу је завршио гимназију и студије медицине. Хирургију је специјализовао на Војно медицинској академији у Београду у својој тридесетој години. Након специјализације је годину дана радио у Војној болници у Нишу, а након тога се запошљава на Хируршку клинику Клиничког центра у Нишу. У периоду од 1991. до 1996. је радио као ратни хирург добровољац.
Након што се из Српског Сарајева у фебруару 1996. вратио у Ниш, Миодраг Лазић је наставио да ради у Клиничком центру у Нишу. Постао је начелник Торакалне хирургије са трауматологијом и начелник Одјељења ургентне хируршке јединице Клиничког центра у Нишу.
Има сина Пеђу и ћерку Нину.

### Ратни хирург добровољац
Почетком распада Југославије 4. јуна 1991. одлази у Републику Српску Крајину гдје је провео 13 мјесеци. Као хирург добровољац је годину дана радио у ратним болницама у Двору на Уни, Глини и Костајници (Банија). У глинској болници, која је покривала око 200.000 становника, био је једини хирург. Болница се налазила у близини линије фронта и стално је бомбардована од стране хрватских снага. Операције је осим у болницама вршио и на самим линијама фронта, под шаторима, по зградама школа и другим објектима. Носио је маскирну униформу Српске војске Крајине и учествовао у пробоју Коридора живота до 10. јула када се враћа у Ниш.
| „ | Јун 1992. Сећам се младе жене, мајке петогодишњег дечака. Звала се Радојка Булат-Сврзикапа, двадесет пет година, песникиња и борац. Никад се није раздвајала од свеске са песмама, а у десној руци руски добошар. На бранику Српства, на Купи, негде између Глине и Петриње. Пала је као борац, пресечена усташким рафалом преко груди. Био сам на сахрани, негде високо на врху Кордунашке планине, под небом. Нас неколико - отац јој, мајка и син, дечачић ћутљив и озбиљан. Киша је лила као да Бог плаче за душом. Плакали смо сви, изузев сина. Можда је и он. Не знам зашто мислим да није, јер киша је лила низ дечје образе. Небо је плакало и за нас. Сахрана српских бораца погинулих изнад Двора на Сувој међи. Гроб, опет, неприступачан, на врху планине. Више људи, и опет силна киша и грмљавина. | ” |

| „ | Учествовао сам у пробоју коридора као хирург. И да знате, био сам уверен да је то крај рата. Вратио сам се у Ниш 10. јула. Нисам могао ни да наслутим шта ме чека. Радовао сам се повратку у Србију и искрено туговао што напуштам Српску Крајину. Сећам се када сам дошао у Београд. Гледам, кафане пуне, пића хладна. Деца лижу сладолед. Излози пуни свега и свачега. Видим новина на киосцима. Људи пуше праве цигарете. Као да сам пао с Марса. У Нишу исто. То је за мене било непојмљиво благостање на које никако нисам могао да се привикнем. | ” |

У јулу 1992. се накратко вратио у Ниш, након чега га др Дикић, тадашњи начелник санитета Првог корпуса Војске Републике Српске позива у име Министарства здравља Републике Српске да помогне оснивање ратне болнице у Мркоњић Граду. Пошто је болница у међувремену основана, умјесто у Мркоњић Град, др Лазић се у септембру 1992. поново као добровољац јавља у ратну болницу Републике Српске "Коран" на Палама. У ратној болници Коран је провео мјесец дана након чега као шеф хируршке екипе одлази у новоосновану ратну болницу "Жица" у Блажују (тада дио Српске Илиџе). Разлог за оснивање ратне болнице Жица је био близина линијама фронта, што је омогућавало и олакшавало бржи пренос рањених. Болница се налазила један километар од врела Босне, а назив Жица је добила по називу одмаралишта које се ту налазило у вријеме СФРЈ. У ратну болницу Жица је дошао као испомоћ на један мјесец, а остао је пуних 40 мјесеци. Пошто је на подручју тадашњег Српског Сарајева био једини хирург специјалиста за трбух и грудни кош, провео је двије године оперишући пацијенте на ширем ратишту Републике Српске, које је покривало 5 општина (Сарајевско романијска регија) са 100.000 становника.
| „                                                 | Дневник, 1, 2. и 3. децембар 1992. године Три дана пакла. Више десетина наших рањених, десетине погинулих. Јуриши наших снага на Отес и Сокоље. Њихови страховити контраудари по Илиџи вишецевним бацачима ракета и минобацачима. Већ три дана и ноћи оперишем без престанка… … У шоку имам две цурице од три и шест година. Старијој је граната улетела кроз прозор, мајку на месту убила, а њој готово одсекла ногу. Борба. Три операције. Мислим да ће нога остати. Млађа има само три године. Загрлила ме и не пушта. Контузија главе, граната у Вогошћи. Тамо је са баком. Родитељи нису успели да изађу из Сарајева. На почетку сукоба је била код баке и ту остала. Само пита за маму и тражи цуцу. Да умреш. Спасава ме једна сестра из интензивне неге. Када је малецка видела њу, почела је да плаче и дозива је: "Мама, мама!" Вероватно личи на њену мајку. Сестра је узима и малецка је љуби. Сузе. Сви плачемо. Она грчевито држи Сњежу. | ” |
| — Миодраг Лазић (из књиге Дневник ратног хирурга) | |   |

У ратној болници Жица је обавио преко 3.500 хируршких операција под општом анестезијом и у врло тешким ратним условима. Осим операција срца, изводио је све захвате којима се бави савремена хирургија. У овом периоду до фебруара 1996. је написао 16 стручних радова и узео учешће у три велика међународна конгреса, за шта је 1994. године добио звање примаријуса. Српско Сарајево је коначно напустио у фебруару 1996. године, када је један дио града према Дејтонског споразуму припао Федерацији БиХ. Хиљаде грађана Српског Сарајева су напустиле дјелове који су припали Федерацији БиХ у периоду од почетка 1996. до маја 1996. У дневнику је написао "Одлазим са тугом и сетом. Поносан сам што сам се борио и делио добро и зло са херојским народом Српског Сарајева. Тужан сам и сломљен због њихове трагедије."

## Дневник ратног хирурга
Дневник о својим искуствима ратног хирурга добровољца је активно почео да пише 1992, а у њега је унио и сјећања из 1991. године. Његов дјело је штампала Српска новинска агенција СРНА из Српског Сарајева 1996. године. Дјело је добило прву награду на Међународном сајму књига "Иницијал" у Нишу. Дистрибуција новог издања књиге "Дневник ратног хирурга” почела је у јуну 2020. године.
О доктору Лазићу снимљен је документарни филм "Дневник једног хирурга”, чији је аутор Синиша Грабежа, а продукцију је радила Телевизија Републике Српске.

## Опроштајно писмо
Преминуо је 14. априла 2020. године од последица коронавирусне болести.
| „ | Отишао сам часно и поштено. Као директор УЦ два месеца пред пензију, стајао сам испред својих људи, драгих доктора и сестара. Стајао сам на првој линији, нисам се крио, напротив био сам испред свих знајући да са свим својим болестима и годинама имам велики ризик али част и понос ми није дозвољавао да се склоним. Такав сам био на Крајишком ратишту годину дана, на Сарајевском ратишту 4 године, за време НАТО бомбардовања. Нећу да одем тихо, хоћу да одем онако какав сам био читав живот а то знају моји пријатељи, колеге, породица. Сви су ми говорили да се склоним али ја то себи никад не бих опростио. Моји вољени Крајишници, пријатељи из Републике Српске за које сам жива легенда заувек искрено ће плакати сви јер су увек веровали да сам неуништив. Колико сам ових дана добио порука подршке. Волим вас заувек. Моји унуци и унука Мила остају без деде, ћерке и син да не тугују него само напред. Будите поносни на мене. Драге моје колеге, Марија, Боки, Брале, Кандо, Сунчица и Мацан, драге моје сестре које сте ми увек веровале, збогом. Вољеној Ани, ратном другу и жени порука: буди храбра и чврста због деце и унука а горе на оној страни, једнога дана бићемо поново заједно. У Нишу мојим пријатељима посебан поздрав. Последња ми је жеља да ме испратите песмом "Марш на Дрину". Доктор Лаза, хирург напаћеног српског народа. | ” |

## Наслеђе
У Нишу, Инђији, Брчком и у насељима Добриња IV и Придјел Доњи у Републици Српској насликани су мурали у част Лазића.
Априла 2021. у Ургентном центру у Нишу је откривена спомен-плоча у част доктора Лазића.
Нишка Медицинска школа која је више од шест деценије носила име по народном хероју др Миленку Хаџићу, у августу 2021. је на иницијативу директора и учесника преименована и носи име др Миодрага Лазића.
Улица између старе и нове зграде Клиничког центра Ниш од 22. марта 2021. године носи његово име. Око те улице се налази мурал посвећен њему.
У Источној Илиџи је на Дан Републике Српске 2024. откривен споменик др Лазићу.

## Одликовања и награде

### Одликовања
- Орден Светог Саве — одликован од патријарха Павла за заслуге у Републици Српској од 1992. до 1996.
- Орден крста милосрђа — одликовао га Предсједник Републике Српске Милорад Додик 2016. године.[15][16][17]
- Орден Светог Романа, постхумно[18]
- Орден Карађорђеве звезде првог степена (постхумно)[19]

### Награде
- Прва награда Међународног сајма књига "Иницијал" у Нишу за историјски и аутобиографски роман "Дневник ратног хирурга (Книн 1991 — Српско Сарајево 1995)".

## Дјела (библиографија)
- Lazić, Miodrag (1996). Dnevnik ratnog hirurga. Srpska novinska agencija Srna. ISBN 978-86-7292-001-7. Архивирано из оригинала 2009-10-17. г.
- 2001 (језик: енглески)